# Banica, Grčka
Banica (grčki: Karié) je bilo selo u Grčkoj u blizini grada Sera. Selo je poznato po tome što je mjesto smrti Goce Delčeva 4. svibnja 1903. godine.

## Povijest
Stjepan Verković 1889. opisuje Banicu kao bugarsko selo sa 131 kućom, crkvom i školom, a bugarski znanstvenik Vasil K'nčov 1900. u svojoj knjizi Makedonija, etnografija i statistika spominje 840 stanovnika, Bugara.
Tijekom Drugog balkanskog rata selo je uništila i spalila grčka vojska. Dio populacije je poginuo, a drugi dio je bio prinuđen potražiti spas u Bugarskoj.